# 利府郵便局
利府郵便局（りふゆうびんきょく）は、宮城県宮城郡利府町にある郵便局。民営化前の分類では集配特定郵便局であった。

## 概要
住所：〒981-0199 宮城県宮城郡利府町中央2-7-5 

### 出張所（局外設置ATM）
管轄はゆうちょ銀行仙台支店。
- イオン利府店内出張所（ホリデーサービス実施）

## 沿革
- 1873年（明治6年）5月7日 - 利府郵便取扱所として開設[1]。
- 1874年（明治7年）7月 - 廃止。
- 1875年（明治8年）1月1日 - 利府郵便局（五等）として再設置。
- 1885年（明治18年） - 貯金取扱を開始。
- 1896年（明治29年）7月1日 - 為替取扱を開始。
- 1934年（昭和9年）
  - 5月1日 - 電話規則による電話事務を開始[2]。
  - 7月30日 - 電信および電話通話事務を開始[3]。同日、利府電信取扱所の廃止に伴い、取扱事務を継承[4]。
  - 8月1日 - 電話交換業務を開始[5]。
- 1972年（昭和47年）9月13日 - 電話交換および和文電報配達業務を、仙台電話局に移管[6]。
- 1987年（昭和62年）10月 - 局舎新築。
- 2007年（平成19年）10月1日 - 民営化に伴い、併設された郵便事業仙台東支店利府集配センターに一部業務を移管。
- 2012年（平成24年）10月1日 - 日本郵便株式会社発足に伴い、郵便事業仙台東支店利府集配センターを利府郵便局に統合。

## 取扱内容
- 郵便、印紙、ゆうパック、内容証明
- 貯金、為替、振替、振込、国際送金、国債、投資信託
- 生命保険、バイク自賠責保険
- ゆうちょ銀行ATM
- 宮城郡利府町内（〒981-01xx）の集配業務

## 周辺
- 利府町役場
- 利府町郷土資料館
- 利府町図書館
- イオンモール新利府
- 宮城県道8号仙台松島線

## アクセス
- JR東北本線（利府支線） 利府駅から西へ約400m（徒歩約5分）
- ミヤコーバス、利府町民バス 利府郵便局前下車
- 三陸沿岸道路 利府塩釜ICから北西へ約1.5km、利府中ICから南西へ約2km
- 宮城県道260号利府停車場総合運動公園線沿い
- 駐車場あり：10台